# Alessandro Abondio
Alessandro Abondio, auch Abondi (* um 1570; † April 1648 in München), war ein italienischer Medailleur und Wachsbossierer und Sohn des Malers, Medailleurs und Wachsbossierers Antonio Abondio.

## Leben
Alessandro Abondio wurde vermutlich intensiv durch seinen Vater Antonio ausgebildet und setzte dessen Manier in einem noch detaillierteren und feiner gearbeiteten Stile fort. Die frühen Arbeiten deuten auf Aufenthalte in Wien, Prag und Innsbruck hin, wo Adelige und Angehörige des Hauses Habsburg zu seinen Auftraggebern zählten. Seit 1595 datiert er die eigenen Werke. 1606 ist seine Anwesenheit in Prag als kaiserlicher „Sculptor und bildgraber“ bezeugt, und nach der Bestätigung seines Berufs als Bildhauer und Bossierer durch Kaiser Matthias befand er sich 1614 in Nürnberg, wo die vielbewunderten „Wachsbildnisse der Eheleute Freher“ entstanden. Ab 1619 hielt sich Abondio in München auf und heiratete die Witwe Hans von Aachens, Regina von Aachen, Tochter des Komponisten Orlando di Lasso. Er erwarb das Bürgerrecht und arbeitete außerhalb der Zunftszwänge vornehmlich für Herzog Albrecht VI. und später für Kurfürst Maximilian I. Nach seinen Arbeiten zu schließen hielt er sich 1628–1631 in Wien und im Mai 1635 in Augsburg auf.

## Werk
Nach Überlieferung durch den Augsburger Kunstagenten Philipp Hainhofer ist er bereits um 1614 ein berühmter und hochgeschätzter Künstler mit umfangreichem Werk. Erhalten hat sich jedoch nur ein sehr geringer Teil des Gesamtwerks, Bildnisse befinden sich unter anderem im Bayerischen Nationalmuseum München, Victoria and Albert Museum London, im Kunsthistorischen Museum Wien, sowie in Padua, Dresden und Kremsmünster. Zu den Verlusten des Zweiten Weltkrieges gehört eine um 1640 entstandene wachsbossierte Pietà, ursprünglich in der Münchner Dreifaltigkeitskirche.
- Wachsmedaillon des Kaufmanns Johann Manlich, 1635, Kunsthistorisches Museum Wien, Sammlung für Plastik und Kunstgewerbe
- Pietà (München, Bayerisches Nationalmuseum, Inv.Nr. 91/29), 1632, Wachs, 46,5 × 35 cm/44,7 × 33,8 cm

## Die Münchner Pietà
Angefertigt nach dem Vorbild einer Pietà des in Antwerpen tätigen Künstlers Willem Key († April 1568) aus der Alten Pinakothek München zeigt Abondio in diesem Wachsrelief Maria mit dem Leichnam Christi vor einer Landschaft mit Jerusalem und dem Golgatha-Hügel. Das Bildnis ist vermutlich als Andachtsbild für einen reichen Herren oder als Sammelobjekt für eine Kunstkammer hergestellt worden, wobei das Motiv der Pietà und speziell die Variante Willem Keys bereits seit dem 16. Jahrhundert kopiert wurde. So sind neben dem Exemplar aus dem Bayerischen Nationalmuseum noch zwei weitere Fassungen mit annähernd gleicher Komposition bekannt, die sich in Privatbesitz befinden.